# 円谷優希
円谷 優希 （つむらや ゆき、 1994年6月29日 - ）は、日本の女優。新潟県出身。体長165 cm 、血液型A型 。松竹芸能所属。

## 来歴
2014年に株式会社ピム（後の株式会社 YK RISE）に所属。同年10月、"STRAY DOG"seedling公演「まひるのあたたかな1日」で初舞台。この公演をきっかけに様々な劇団やプロデュース公演の舞台に多数出演し、経験を積む。
2015年4月、湘南女性写真研究会が主宰するミス・コンテスト「ミス湘南」に出場し、フォトジェニック賞を受賞。これを機にモデルやグラビアの仕事も精力的に行う。
2019年5月に所属していた株式会社YK RISEを離れ、松竹芸能に所属。

## 人物
- 朗読劇「遠き夏の日」（2018年）で松原智恵子の若き日を演じた際、「戦時中のことをどう勉強しようか考えて、軍歌を常に聴いて気持ちをつくりました」と役作りで軍歌を利用したと語った[5]。

## 出演

### 舞台
- "STRAYDOG"produce公演「暗闇のレクイエム（2015年12月18日 - 12月23日、新宿シアターモリエール） - ヒロイン・恵梨香 役
- 海街diary（2017年3月31日 - 4月2日、新国立劇場小劇場） - アライミキ 役
- 嫌われ松子の一生（2019年2月7日 - 11日、池袋シアターグリーンBIGTREETHEATER） - 沢村めぐみ 役
- 仁支川峰子芸能生活45周年公演 悪い女シリーズ第4弾「悪い女に札束を」（2019年8月30日 - 9月1日、博品館劇場） -ヒロイン 吉野彩美 役
- 時来組「大改訂版!! そして龍馬は殺された〜幕末モンだけどアルゼンチンタンゴから歌謡曲までなんでも使ってもいいよね〜」（2016年4月27日 - 5月1日、俳優座劇場） - 小梅 役
- うわの空・藤志郎一座「ポリフォニック」（2017年5月3日 - 6日、紀伊国屋ホール）
- E-dressプロジェクト「王国」（中野ザ・ポケット）
- 日野美歌35周年記念「遠き夏の日」（2020年9月18日 - 22日、大阪HEP HALL） - ヒロイン 房江 役
- 朗読劇「遠き夏の日」（けやきホール） - ヒロイン 房江 役
- テアトルアカデミープロデュース公演「MARIGOLD〜絶望の花言葉〜（2020年8月5日 - 11日：TACCS1179、） - イ・ソユン中尉 役
- "STRAYDOG"つかこうへい祭「売春捜査官」2019年10月9日 - 14日 - 主演・木村伝兵衛 役
- 川崎麻世プロデュース 朗読ミュージカル

「ある家族・・・」-そこにあるもの-（2020年1月10日 - 13日、新宿角座） - 藤尾日菜子 役
- "STRAYDOG"produce公演「絶叫（2022年1月21日 - /2022年6月3日－6月5日） - 主演・鈴木陽子 役

### 映画
- 女ヒエラルキー底辺少女（2016年/森岡利行監督） - 長谷川奈々 役
- THE LIMIT OF SLEEPING BEAUTY（2017年、二宮健監督） - バニー 役
- 純平、考え直せ（2018年/森岡利行監督） - 元極道二児のパパ 役
- けんじ君の春（2018年、森田亜紀監督）
- 夜明けまで離さない（2018年/森岡利行監督） - ゆき 役
- 残念なアイドルはゾンビメイクが良く似合う（2019年/森川圭監督） - 吉沢しほり 役
- 悲しき天使（2020年5月8日公開 /森岡利行監督） - 恵利 役
- キネマの神様（2021年8月6日公開/山田洋次監督）
- 僕が君の耳になる（2021年/榎本次郎監督）
- ある家族（2021年/ながせきいさむ監督）
- 俺と○○○すれば売れる（2022年/森岡利行監督） - 楠　綾 役
- オンザベッド（2022年/森川圭監督） - 田宮　みづき 役
- 近くて遠い親子（2023年/田中慎太郎監督）[6]

### ドラマ
- 松本清張ミステリー時代劇「七種粥」（2015年、BSテレ東）
- 男と女のミステリー時代劇「鋳掛屋」（2016年、BSテレ東）
- 日曜劇場「半沢直樹」（2020年、TBS）
- 孤独のグルメ Season10 第10話（2022年12月10日、テレビ東京） - 女性客 役 [7]

### CM
- AvocadosFromMxico〜beauty篇〜

### ラジオ
- FM-UU(FM-UU85.4)「UUラジオ854」木曜日リポーター
- FM-UU(FM-UU85.4)「ドライバーズ・ハイ」パーソナリティ
- FM-UU(FM-UU85.4)「GOGOドライブ」月曜日パーソナリティ

## 作品
- イメージDVD｢夏の思い出｣（2021年7月22日、ギルド）[8]